# 野生の島のロズ
『野生の島のロズ』（原題: The Wild Robot）は、2024年のアメリカ合衆国のアニメーションSF映画。ドリームワークス・アニメーションが制作する。2016年に出版されたピーター・ブラウンによる児童文学『野生のロボット』を原作とし、クリス・サンダースが脚本と監督を務めた。声の出演にはルピタ・ニョンゴ、ペドロ・パスカル、キット・コナー、ビル・ナイ、ステファニー・スー、マーク・ハミル、キャサリン・オハラ、マット・ベリー、ヴィング・レイムスが名を連ねている。
物語は、無人島に漂着したアシスト・ロボットのロズ（ロッザム7134）が、周囲の環境に適応しながら地元の野生動物と関係を築き、孤児の雁であるキラリの養母として徐々に母性に目覚めていく姿を描いている。

## 概要
サンダースは、娘を通じて原作小説を知り、ドリームワークスでの映画化の機会を得た。本作のアニメーションは、水彩画のような美的表現を採用しており、クラシックなディズニーアニメーションや宮崎駿の作品から影響を受けている。音楽はクリス・バワーズが担当し、彼にとってフルアニメーション映画の音楽を手がけるのは初となった。
本作は、2024年9月8日に第49回トロント国際映画祭で初上映され、9月27日にアメリカで公開された。批評的にも商業的にも成功を収め、7,800万ドルの制作費に対して全世界で3億2,480万ドルの興行収入を記録し、2024年のアニメ映画として6番目に高い興行収入を達成した。また、第82回ゴールデングローブ賞アニメ映画賞や第78回英国アカデミー賞アニメ映画賞などにノミネートされた。続編の制作が進行中である。
日本では2025年2月7日に劇場公開された。

## ストーリー
嵐の影響で、ユニバーサル・ダイナミクス社の輸送機からアシストロボット・ロッザムの入ったコンテナが海へ転がり落ち、それらが無人島に漂着する。ロボットの中で唯一破損せずに生き残ったロッザム7134は興味深げに近づいてきた野生動物によって偶然起動される。野生の島や生き物たちのことを知らないロッザム7134はアシストロボットとしての機械的な振る舞いで動物たちを怖がらせていることを認識し、動物たちの言葉を学びながら助けを必要とする存在を探して彷徨う。助けるべき対象を見つけられなかったロズは元いた場所に戻るために救助信号を送るが雷に打たれ、動物たちに襲撃される。凶暴なクマのソーンから逃げる途中、誤って雁の巣を潰してしまい、一つの卵だけが残る。
ロッザム7134はその卵を空腹のキツネ・チャッカリから守るが、卵から孵った雛は刷り込みによりロズを親と思い込んで付きまとうようになり、その過程でロズの長距離通信機が破損してしまう。多くの子を持つオポッサムのピンクシッポから助言を受けたロッザム7134は、ヒナが冬の渡りに備えて飛べるようになるまで世話をすることを決意し、彼に「キラリ」と名付ける。チャッカリもロッザム7134に心を許して共に暮らすようになり、彼女にロズという人間味ある愛称を与えると共に彼女の住処作りを手伝う。キラリは成長するにつれ泳ぎを覚えるが、体が小さいことやロボットという異質な存在が育ての親であることを理由に他の雁たちからは除け者にされてしまう。雁たちとの口論の中でロズがキラリの家族を死なせた原因であることを知ったキラリはロズがそのことを黙っていたことに怒り仲違いする。
ロズは破損していた別のロッザムユニットを修復してどうすべきかを相談し、ユニバーサル・ダイナミクス社の工場に戻るよう助言されるが、キラリが飛べるようになるまで手助けを続けることを選ぶ。ワシのサンダーボルトと雁の群れのリーダー・クビナガの助言を受け、ロズはキラリが渡りに間に合うよう飛行を習得させ、渡りへと送り出す。クビナガとの対話でロズへの蟠りを解くも、出発寸前で想いを伝えることができなかったキラリは落ち込みつつも懸命に群れに着いていく。ロズはキラリを恋しく思い、自身の存在意義に悩みながらも通信機を再起動するが、ユニバーサル・ダイナミクス社に信号が検出されるとすぐに通信機を切る。
渡りの途中、雁たちは嵐を逃れるためユニバーサル・ダイナミクス社の温室に避難するが、キラリがサポートロボットの一体をロズと思い込んで声をかけたため汚染アラートが発生し、警備ロボットたちに追い立てられてしまう。クビナガはリーダーの座をキラリに託し、群れを安全に導かせるために犠牲となる。一方、ロズとチャッカリは島を襲う極限の猛吹雪から動物たちを救って自宅に匿い、冬をのりこえるために彼らに自然の摂理を超えて休戦するように促す。その後、ロズはエネルギーを使い果たして停止状態となり、春を迎えた頃に再起動する。動物たちはロズとの約束を守って休戦を維持しており、キラリと渡り鳥達が森へ帰還する。
その直後、ユニバーサル・ダイナミクス社の回収ロボットであるヴォントラがロズを回収するために現れる。キラリが仲間たちに認められて群れの仲間として受け入れられた様子を見届けたロズは、あえて顔を合わせずに島を去ろうととするが、追いかけてきたチャッカリからキラリが会いたがっていると聞いて逃げ出し、ヴォントラが派遣したRECOロボットに追われる。ロズは自分はこの島に生きる野生のロボットであると高らかに言い切って帰還を拒否し、動物たちはロズを守るべく力を合わせてRECOを撃退する。しかしロズはついに捕らえられ、想定外の成長を果たした彼女の記憶を研究材料にしようと企むヴォントラによって機能停止に追い込こまれる。更に破壊されたRECOの爆発で大規模な森林火災が引き起こされてしまう。キラリはロズを救うためにユニバーサル・ダイナミクス社の輸送機に侵入し、チャッカリたちは動物たち総出で協力し合い火を消し止める。変わり果てたロズの姿にキラリが寄りそうと、キラリへの愛が彼女のシステムを復旧させる。ロズとキラリは協力してヴォントラを破壊し、輸送機の爆発から逃れる。
動物たちと島を再度の襲撃から守るためロズはユニバーサル・ダイナミクス社に戻ることを決意し、悲しみに沈む動物たちに再び島に帰ってくることを約束し、新たな迎えの輸送機を呼び寄せて島を去っていった。
数か月後、ユニバーサル・ダイナミクス社の温室で働くロズの元へキラリがこっそりと訪ね、二人は再会を喜び合った。

## 登場キャラクター

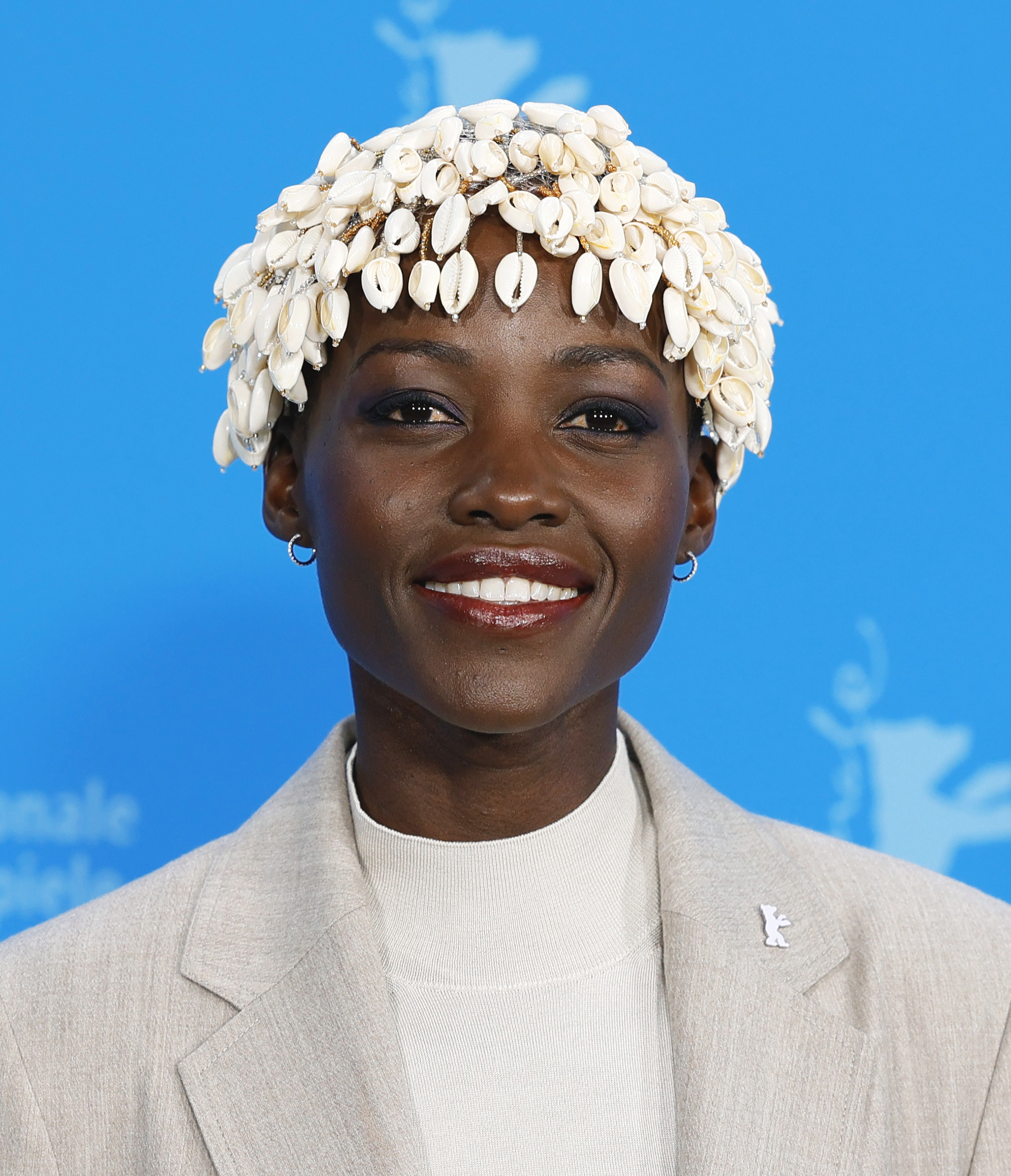
ルピタ・ニョンゴがロズとツギハギの声を担当している。

ロッザム7134（ROZZUM unit 7134）
声 - ルピタ・ニョンゴ（綾瀬はるか）
通称「ロズ」。ユニバーサル・ダイナミクス社が人間の生活をより快適にするために開発した最新型のアシストロボット。嵐の影響で無人島に漂着し、厳しい自然環境の中で生き延びる術を野生動物の行動を模倣することで学んでいく。ある日、雁の卵を拾い、それを孵化させた後、「キラリ」と名付けて育てることになる。
製品名「ロッザム」とメーカー名は、「ロボット」という言葉を生み出した戯曲『R.U.R.』（ロッサムズ・ユニバーサル・ロボット）へのオマージュである。
チャッカリ（Fink）
声 - ペドロ・パスカル（柄本佑）
無人島でロズと出会うアカギツネ。ずる賢く臆病な性格で、当初はロズに敵意を抱き警戒するが、次第に彼女を受け入れ、友情を育む。ロズと共にキラリの成長を見守りながら、自然界の掟やサバイバルスキルを教える。
キラリ（Brightbill）
声 - キット・コナー、ブーン・ストーム（幼少期）（鈴木福、濱﨑司（幼少期））
ロズに育てられるカナダガンのひな鳥。小柄な体格や母親がロボットであることを理由に仲間外れにされるが、実直な性格で困難を乗り越えていく。好奇心旺盛で、ロズと共に大自然の中で様々な経験を重ね、自分の居場所を見つけながら島で「唯一無二の存在」へと成長する。
ピンクシッポ（Pinktail）
声 - キャサリン・オハラ（いとうまい子）
7匹の子どもたちを逞しく育てる母性的なオポッサム。ロズが生まれたばかりのひな鳥「キラリ」を育てる際、的確なアドバイスでサポートする。
クビナガ（Longneck）
声 - ビル・ナイ（千葉繁）
島で最年長のカオジロガン。渡り鳥のリーダーとして、何千羽もの仲間の安全と生活を見守る。ロズに助言を与え、キラリの長所を見出し、その成長を支える。
ヴォントラ（Vontra; Virtual Observational Neutralizing Troublesome Retrieval Authority）
声 - ステファニー・スー（種﨑敦美）
行方不明となったロズを発見し、回収するためにユニバーサル・ダイナミクス社から派遣された触手型ロボット。任務遂行のためには手段を選ばない冷徹な性格。
原作には登場しない映画オリジナルキャラクター。
ソーン（Thorn）
声 - マーク・ハミル（田中美央）
島で最も恐れられているグリズリーベア。その圧倒的な力は、周囲に恐れられながらも島の生態系の維持に重要な役割を果たしている。
パドラー（Paddler）
声 - マット・ベリー（山本高広）
不機嫌で内向的なビーバー。巨大な木をかじり倒そうと奮闘する神経質な性格を持つ。支配欲が強く、感情が爆発することもあるが、働き者であり、その卓越した職人技が島を救う鍵となる。
サンダーボルト（Thunderbolt）
声 - ヴィング・レイムス（滝知史）
切れ者で厳格なオスのハヤブサ。キラリの小さな翼に可能性を見出し、渡りに備えて飛び方を指導する。
ROZZUMユニット6262/ツギハギ（ROZZUM unit 6262/Rummage）
声 - ルピタ・ニョンゴ（綾瀬はるか）
通称「ツギハギ」。ロズと同じ島に漂着した壊れたロボットで、自身のトランスポンダーをロズに渡し帰還を助ける。
RECOロボットたち（the RECOs）
声 - ランディ・トム
ユニバーサル・ダイナミクス社がヴォントラの支援のために設計した偵察用ロボット。

## キャスト
※括弧内は日本語吹替。
- ロッザム7134（ロズ）: ルピタ・ニョンゴ（綾瀬はるか）
- チャッカリ: ペドロ・パスカル（柄本佑）
- キラリ: キット・コナー（英語版）、ブーン・ストーム（幼少期）（鈴木福、濱﨑司〈幼少期〉）
- ピンクシッポ: キャサリン・オハラ（いとうまい子）
- クビナガ: ビル・ナイ（千葉繁）
- ヴォントラ: ステファニー・スー（種﨑敦美）
- ソーン: マーク・ハミル（田中美央）
- パドラー: マット・ベリー（英語版）（山本高広）
- サンダーボルト: ヴィング・レイムス（滝知史）
- ROZZUMユニット6262（ツギハギ）: ルピタ・ニョンゴ（綾瀬はるか）
- RECOロボットたち: ランディ・トム
- 雁の仲間: 近藤春菜、箕輪はるか

## 制作

### 制作
2023年9月28日、ドリームワークス・アニメーションはピーター・ブラウンの小説シリーズ『野生のロボット』（The Wild Robot）を原作としたアニメーション映画の製作を発表した。この映画では、クリス・サンダースが脚本と監督を務め、ジェフ・ハーマンがプロデューサー、サンダースの長年の共同制作者であるディーン・デュボアが製作総指揮を担当する。他にも、美術監督レイモンド・ジバック、編集者メアリー・ブリー、ストーリー責任者ハイディ・ジョー・ギルバートらのスタッフが発表された。
サンダースは、娘を通じてブラウンの本に出会ったものの、当時は読んでいなかった。数年後、ドリームワークスで次のプロジェクトを探していた際に、この作品の映画化の機会を得た。読了後、サンダースはすぐに物語に惹かれ、自身が映画化に最適だと感じたという。彼は原作を「一見するとシンプルだが感情的に複雑」と表現している。サンダースは、監督デビュー作である『リロ・アンド・スティッチ』（2002年）でも、森の生き物と絆を結ぶキャラクターを描く構想を持っていた。制作の初期段階でサンダースはブラウンと連絡を取り、その電話が映画の制作において重要だったと述べている。ブラウンは制作チームに「親切さは生存スキルである」というテーマが原作の意図であると伝え、サンダースはこのテーマを映画全体に織り込むことを目指した。また、サンダースは母性というテーマにも惹かれ、それまで取り扱ったことのない新しい物語の挑戦だと感じた。
映画では原作のストーリーにいくつか変更が加えられた。原作では、ロズは常に自分の役割を探しているが、間違った場所におり、誰からも役割を与えられないという設定だった。サンダースは、物語が単調になる可能性があると感じ、ロズを常に興味深く魅力的なキャラクターにすることに努めた。また、特定のキャラクターの役割を減らし、他のキャラクターにより多くのスクリーンタイムと影響力を与えることで、映画が登場人物過多になるのを防ぐ調整が行われた。

### キャスティング
ルピタ・ニョンゴ、ペドロ・パスカル、キャサリン・オハラ、ビル・ナイ、キット・コナー、ステファニー・スー、マーク・ハミル、マット・ベリー、ヴィング・レイムスの出演が、2024年3月5日に公開された映画の最初の予告編とともに発表された。
監督のクリス・サンダースは、ロズを魅力的なキャラクターにするために、優れた声の演技が必要だと考えていた。彼は、ロボットが感情を持たない状態から急に感情的になるような平面的な描写を避けたかったという。ニョンゴには、物語が進むにつれてキャラクターの声を進化させる役割が与えられた。特にロズは顔の表情がないため、感情を伝える主な手段がニョンゴの声であったことから、彼女の演技は非常に重要だった。
ソーン役を務めたマーク・ハミルによれば、彼は『野生のロボット』を読んだことで映画について知ったという。ハミルは、この作品が『スター・ウォーズ』（1977年）でルーク・スカイウォーカー役を初めて演じたときに抱いた感覚を思い起こさせたと語っている。

### アニメーションとデザイン
『野生の島のロズ』は、ドリームワークスがグレンデールのキャンパスで完全自社制作した最後の映画となる。2023年10月6日に『カートゥーン・ブリュー』が報じたところによると、2024年以降、同スタジオは自社制作から外部スタジオへの依存を強化する方針を取ることが発表された。追加のキャラクターリギングはフランスのStim Studioが担当した。
原作を読んだ監督のクリス・サンダースは、物語の純粋なトーンと自然を舞台とした設定が、現代の多くのアニメ映画で採用される標準的なCGIの写実主義とは異なるビジュアルを必要とすると感じた。彼と美術監督のレイモンド・ジバックは、完成した映画がコンセプトアートの雰囲気をそのまま残していることを目指した。これを実現するため、制作チームは『長ぐつをはいたネコと9つの命』と『バッドガイズ』（ともに2022年）の技術を基盤に作業を進めた。キャラクターはCGIによる幾何学的な形状で構成されているが、その表面には手描き風の質感が施されている。この絵画的なスタイルは、空や環境を含む映画のすべての視覚要素に適用された。
サンダースはクラシックなディズニー映画や宮崎駿の作品にインスパイアされ、スタイライズされたCGビジュアルスタイルを採用。「宮崎の森にあるモネの絵画」と形容されるこのスタイルは、『バンビ』（1942年）と『となりのトトロ』（1988年）から特に大きな影響を受けている。また、未来的なシーンでは、シド・ミードの作品が参考にされた。
ロズのデザインについて、サンダースはアイコニックで記憶に残るものにしたいと考え、フィクションにおける最も有名なロボットの一つに並ぶ存在を目指した。『スター・ウォーズ』のC-3POやR2-D2、『禁断の惑星』（1965年）のロビー・ザ・ロボットからインスピレーションを得て、ロズの顔の可動部分を少なくすることに重点を置いた。制作中にデザインチームは複数のプロトタイプを作成。その中でデザイナーのホ・ヒョン(Hyun Huh,허현)が提示したロズのデザインが、最終的に映画で使用されるものの基盤となった。サンダースはそのデザインを「シンプルで魅力的」と評しており、スタッフ全員がその案に魅了されたという。
原作小説ではロズが詳細に描写されていたため、サンダースとチームはいくつかのデザイン要素を省く必要があった。しかし、原作で述べられている「ロッザムユニットが人間にとっての目的」を反映させるため、ロズのデザインをヒューマノイドにする方針を取った。

### 音楽
2024年3月、クリス・バワーズが映画のスコアを作曲することが発表された。これは彼にとってフルアニメーション映画のスコアを手がける初めての作品となる。さらに、マレン・モリスが歌い、共同作詞した2曲のオリジナル楽曲が制作されることも明らかになった。1曲目の「Kiss the Sky」は8月28日にリリースされ、2曲目の「Even When I'm Not」とサウンドトラックアルバム全体は9月27日にリリースされた。
モリスと共同作詞者たちは、完成した映画を試写した際にインスピレーションを受け、エンドクレジットで使用される「Even When I'm Not」を追加で制作した。

## 公開
『野生の島のロズ』は、2024年9月8日にトロント国際映画祭のグランドオープニングセレモニーでオープニング作品としてワールドプレミア上映された。アメリカでは2024年9月27日に劇場公開され、イギリスでは10月18日に公開された。当初は2024年9月20日に公開予定だったが、『トランスフォーマー/ONE』との競合を避けるため、1週間延期された。

### マーケティング
2024年3月5日、ルイ・アームストロングの「この素晴らしき世界」のアレンジを使用した最初の予告編とポスターが公開された。予告編はその3日後、ドリームワークスの新作映画『カンフー・パンダ 4 伝説のマスター降臨』の上映前に劇場で初公開された。
Polygonのタシャ・ロビンソンは、ロズのデザインについて、『スター・ウォーズ』続編のBB-8、『ウォーリー』のWALL・E、『ベイマックス』のベイマックス、そして『アイアン・ジャイアント』のアイアン・ジャイアントといった映画のロボットキャラクターに似ていると指摘した。また、予告編で唯一話されるセリフ「Sometimes, to survive, we must become more than we were programmed to be」（生き残るためには、私たちはプログラム以上の存在にならなければならない）が、『アイアン・ジャイアント』（1999年）のメッセージを想起させるとも述べている。

### ホームメディア
『野生の島のロズ』は、2024年10月15日にデジタル配信でレンタルが開始され、同年12月3日にBlu-rayおよびDVDが発売された。
本作は2025年1月24日より、アメリカ国内のNBCユニバーサルのストリーミングサービス「Peacock」で配信される予定である。ユニバーサルとNetflixとの長期契約の一環として、本作はペイテレビ期間の最初の4か月間はPeacockで配信され、その後10か月間Netflixで配信された後、残りの4か月間は再びPeacockで配信される。

## 評価

### 興行収入
2025年1月20日時点で、『野生の島のロズ』の興行収入は、アメリカとカナダで1億4,370万ドル、その他の地域で1億8,110万ドルを記録し、全世界合計で3億2,480万ドルとなった。
アメリカとカナダでは、『メガロポリス』と同時公開され、公開初週末に3,962館で2,400万～3,000万ドルの興行収入が見込まれていた。公開初日には1,120万ドルを記録し、その中には木曜夜の先行上映による約190万ドルも含まれている。初週末の興行収入は3,580万ドルで、予想をやや上回り、興行収入ランキングで首位を獲得した。
2週目の週末には1,890万ドルを記録し、初週末から47%の減少となり、新作『ジョーカー:フォリ・ア・ドゥ』に次ぐ2位となった。3週目の週末には1,400万ドルを記録し、25.9%の減少にとどまり、新作『テリファー 聖夜の悪夢』に次ぐ2位を維持した。『テリファー 聖夜の悪夢』は無規制映画として上映されたため、多くの劇場がこの映画をR指定扱いとし、17歳以下の観客には保護者同伴を求めた。この制限により、実際の観客数は報告されている以上に多かった可能性が指摘されている。『ハリウッド・リポーター』によると、『野生の島のロズ』の3週目の興行収入には、10代の観客が『野生の島のロズ』のチケットを購入して『テリファー 聖夜の悪夢』の上映に潜り込む行為が影響したとみられている。
4週目と5週目の週末興行収入は、それぞれ1,010万ドルと680万ドルを記録した。

### 批評
『野生の島のロズ』は高い評価を受けた。レビュー収集サイトのRotten Tomatoesでは、241件のレビュー中97%が好意的で、平均評価は8.4/10となっている。同サイトのコンセンサス（総意）は、「シンプルな物語を高度な技術で語る『野生の島のロズ』は、心を満たしつつ目を楽しませる見事なエンターテイメントである」としている。この映画は、同サイトにおいて、クリス・サンダース監督の『ヒックとドラゴン』（2010年）に次いで、ドリームワークス・アニメーション作品で2番目に高い評価を獲得している。
Metacriticでは、加重平均スコアとして100点中85点を獲得し、46件のレビューに基づき「普遍的な称賛」を示している。また、CinemaScoreによる観客調査では、A+からFまでのスケールで平均評価「A」を獲得し、ポストトラックの調査では96%の観客が好意的評価を示し、62%が「ぜひ他人に勧めたい」と回答している。
『ニューヨーク・タイムズ』のナタリア・ウィンケルマンは、この映画を「アニメーションの輝かしい勝利」と称し、「この作品が最も重視しているのは、大きな感情と素晴らしい美しさだ」と書いている。『Deadline Hollywood』のピート・ハモンドは、「もしスピルバーグの『E.T.』がアニメ映画だったとしたら、クリス・サンダースがここで作り上げたものに似ているかもしれない。しかし、『野生の島のロズ』は独自の魔法を織りなし、私たちはそれによって喜びの涙を流すことができる」とコメントした。『ガーディアン』のエイドリアン・ホートンも「賢く、心温まり、しばしば驚くべき美しさを見せる『野生の島のロズ』は、全年齢層が楽しめるアニメーション作品であり、子どもたちを喜ばせ、大人には胸に迫る感動を与えるだろう」と評した。『デイリー・テレグラフ』のロビー・コリンは、映画に5点満点中5点を付け、「ドリームワークスは今月で設立30周年を迎えるが、このタイミングの良い記念作品は、1998年に公開された『プリンス・オブ・エジプト』以来、最も豊かで感動的な映画だ」と述べている。ヴァルチャーのビルゲ・エビリは、ルピタ・ニョンゴの演技を称賛し、「彼女の演技が、この心温まる家族映画を忘れられない作品にした」と評価している。
Colliderは本作を「サンダース監督の最高の作品の一つ」と評し、スクリーン・ラントは「今年最高のアニメ映画」と称賛した。

### 受賞・ノミネート
| 映画賞                                                   | 授賞日         | 部門                                   | 対象 | 結果       | 出典            |
| -------------------------------------------------------- | -------------- | -------------------------------------- | --- | ---------- | --------------- |
| 第15回ハリウッド・ミュージック・イン・メディア・アワード | 2024年11月20日 | アニメ映画部門作曲賞                   | クリス・バワーズ | 受賞       | [ 66 ]          |
| 第15回ハリウッド・ミュージック・イン・メディア・アワード | 2024年11月20日 | アニメ映画部門歌曲賞                   | 「Kiss the Sky」 マレン・モリス マイケル・ポラック デレーシー ジョーダン・ジョンソン ステファン・ジョンソン                                                                                                  | 受賞       | [ 66 ]          |
| 第8回アストラ映画賞                                      | 2024年12月8日  | アニメ映画賞                           | 『野生の島のロズ』 | 受賞       | [ 67 ]          |
| 第8回アストラ映画賞                                      | 2024年12月8日  | 声優賞                                 | ルピタ・ニョンゴ | 受賞       | [ 67 ]          |
| 第8回アストラ映画賞                                      | 2024年12月8日  | 声優賞                                 | ペドロ・パスカル | ノミネート | [ 67 ]          |
| 第3回アストラ・クリエイティブ・アーツ賞                  | 2024年12月8日  | 作曲賞                                 | クリス・バワーズ | ノミネート | [ 67 ]          |
| 第3回アストラ・クリエイティブ・アーツ賞                  | 2024年12月8日  | 歌曲賞                                 | 「Kiss the Sky」 マレン・モリス アリ・タンポージ マイケル・ポラック デレーシー ジョーダン・ジョンソン ステファン・ジョンソン                                                                                 | ノミネート | [ 67 ]          |
| 第23回ワシントンD.C.映画批評家協会賞                     | 2024年12月8日  | アニメ映画賞                           | 『野生の島のロズ』 | 受賞       | [ 68 ]          |
| 第23回ワシントンD.C.映画批評家協会賞                     | 2024年12月8日  | 作曲賞                                 | クリス・バワーズ | ノミネート | [ 68 ]          |
| 第23回ワシントンD.C.映画批評家協会賞                     | 2024年12月8日  | 声優賞                                 | ルピタ・ニョンゴ | 受賞       | [ 68 ]          |
| 第29回サンディエゴ映画批評家協会賞                       | 2024年12月9日  | 脚色賞                                 | クリス・サンダース | ノミネート | [ 69 ]          |
| 第29回サンディエゴ映画批評家協会賞                       | 2024年12月9日  | アニメ映画賞                           | 『野生の島のロズ』 | 次点       | [ 69 ]          |
| セレブレーション・オブ・シネマ&テレビジョン              | 2024年12月9日  | 作曲家賞                               | クリス・バワーズ | 受賞       | [ 70 ]          |
| 第37回シカゴ映画批評家協会賞                             | 2024年12月11日 | アニメ映画賞                           | 『野生の島のロズ』 | ノミネート | [ 71 ]          |
| 第37回シカゴ映画批評家協会賞                             | 2024年12月11日 | 作曲賞                                 | クリス・バワーズ | ノミネート | [ 71 ]          |
| アフリカン・アメリカン映画批評家協会賞                   | 2024年12月13日 | 作曲賞                                 | クリス・バワーズ | 受賞       | [ 72 ]          |
| アフリカン・アメリカン映画批評家協会賞                   | 2024年12月13日 | アニメ映画賞                           | 『野生の島のロズ』 | 受賞       | [ 72 ]          |
| 第23回サンフランシスコ・ベイエリア映画批評家協会賞       | 2024年12月15日 | アニメ映画賞                           | 『野生の島のロズ』 | ノミネート | [ 73 ]          |
| 第23回サンフランシスコ・ベイエリア映画批評家協会賞       | 2024年12月15日 | 作曲賞                                 | クリス・バワーズ | ノミネート | [ 73 ]          |
| 第21回セントルイス映画批評家協会賞                       | 2024年12月15日 | アニメ映画賞                           | 『野生の島のロズ』 | 受賞       | [ 74 ]          |
| 第21回セントルイス映画批評家協会賞                       | 2024年12月15日 | 作曲賞                                 | クリス・バワーズ | ノミネート | [ 74 ]          |
| 第21回セントルイス映画批評家協会賞                       | 2024年12月15日 | 声優賞                                 | ルピタ・ニョンゴ | 受賞       | [ 74 ]          |
| 第21回セントルイス映画批評家協会賞                       | 2024年12月15日 | 声優賞                                 | ペドロ・パスカル | ノミネート | [ 74 ]          |
| 2024シアトル映画批評家協会賞                             | 2024年12月16日 | 作曲賞                                 | クリス・バワーズ | ノミネート | [ 75 ]          |
| 2024シアトル映画批評家協会賞                             | 2024年12月16日 | アニメ映画賞                           | 『野生の島のロズ』 | 受賞       | [ 75 ]          |
| ニューヨーク映画批評家オンライン賞                       | 2024年12月16日 | アニメ映画賞                           | 『野生の島のロズ』 | 次点       | [ 76 ]          |
| 第30回ダラス・フォートワース映画批評家協会賞             | 2024年12月18日 | アニメ映画賞                           | 『野生の島のロズ』 | 受賞       | [ 77 ]          |
| 第30回ダラス・フォートワース映画批評家協会賞             | 2024年12月18日 | 作曲賞                                 | クリス・バワーズ | 受賞       | [ 77 ]          |
| ダブリン映画批評家協会賞                                 | 2024年12月19日 | 作品賞                                 | 『野生の島のロズ』 | 第5位      | [ 78 ]          |
| 第29回フロリダ映画批評家協会賞                           | 2024年12月20日 | アニメ映画賞                           | 『野生の島のロズ』 | ノミネート | [ 79 ]          |
| カンザスシティ映画批評家協会賞                           | 2025年1月4日   | アニメ映画賞                           | 『野生の島のロズ』 | 受賞       | [ 80 ]          |
| カンザスシティ映画批評家協会賞                           | 2025年1月4日   | 脚色賞                                 | 『野生の島のロズ』 | ノミネート | [ 80 ]          |
| カンザスシティ映画批評家協会賞                           | 2025年1月4日   | 作曲賞                                 | クリス・バワーズ | ノミネート | [ 80 ]          |
| 第82回ゴールデングローブ賞                               | 2025年1月5日   | アニメ映画賞                           | 『野生の島のロズ』 | ノミネート | [ 81 ]          |
| 第82回ゴールデングローブ賞                               | 2025年1月5日   | 興行成績賞                             | 『野生の島のロズ』 | ノミネート | [ 81 ]          |
| 第82回ゴールデングローブ賞                               | 2025年1月5日   | 主題歌賞                               | 「Kiss the Sky」 マレン・モリス アリ・タンポシ マイケル・ポラック ドレーシー ジョーダン・ジョンソン ステファン・ジョンソン                                                                                   | ノミネート | [ 81 ]          |
| 第82回ゴールデングローブ賞                               | 2025年1月5日   | 作曲賞                                 | クリス・バワーズ | ノミネート | [ 81 ]          |
| 第20回オースティン映画批評家協会賞                       | 2025年1月6日   | アニメ映画賞                           | 『野生の島のロズ』 | 受賞       | [ 82 ]          |
| 第20回オースティン映画批評家協会賞                       | 2025年1月6日   | 作曲賞                                 | クリス・バワーズ | ノミネート | [ 82 ]          |
| 第20回オースティン映画批評家協会賞                       | 2025年1月6日   | 声優賞                                 | ルピタ・ニョンゴ | 受賞       | [ 82 ]          |
| EDA賞                                                    | 2025年1月7日   | アニメ映画賞                           | 『野生の島のロズ』 | 受賞       | [ 83 ]          |
| EDA賞                                                    | 2025年1月7日   | 脚色賞                                 | クリス・サンダース ピーター・ブラウン | ノミネート | [ 83 ]          |
| EDA賞                                                    | 2025年1月7日   | 声優賞                                 | ルピタ・ニョンゴ | 受賞       | [ 83 ]          |
| 第18回ヒューストン映画批評家協会賞                       | 2025年1月14日  | アニメ映画賞                           | 『野生の島のロズ』 | 受賞       | [ 84 ] [ 85 ]   |
| 第18回ヒューストン映画批評家協会賞                       | 2025年1月14日  | 作曲賞                                 | クリス・バワーズ | ノミネート | [ 84 ] [ 85 ]   |
| 第18回ヒューストン映画批評家協会賞                       | 2025年1月14日  | 歌曲賞                                 | 「Kiss the Sky」 | 受賞       | [ 84 ] [ 85 ]   |
| 第29回サテライト賞                                       | 2025年1月26日  | アニメーション・ミックスメディア映画賞 | 『野生の島のロズ』 | ノミネート | [ 86 ]          |
| 第29回サテライト賞                                       | 2025年1月26日  | 作曲賞                                 | クリス・バワーズ | ノミネート | [ 86 ]          |
| 第29回サテライト賞                                       | 2025年1月26日  | 主題歌賞                               | 「Kiss the Sky」 ドレーシー ジョーダン・ジョンソン ステファン・ジョンソン マレン・モリス マイケル・ポラック アリ・タンポジ                                                                                   | ノミネート | [ 86 ]          |
| 第28回オンライン映画批評家協会賞                         | 2025年1月27日  | アニメ映画賞                           | 『野生の島のロズ』 | ノミネート | [ 87 ]          |
| 第28回オンライン映画批評家協会賞                         | 2025年1月27日  | 作曲賞                                 | クリス・バワーズ | ノミネート | [ 87 ]          |
| 第52回サターン賞                                         | 2025年2月2日   | アニメ映画賞                           | 『野生の島のロズ』 | 受賞       | [ 88 ]          |
| 第45回ロンドン映画批評家協会賞                           | 2025年2月2日   | アニメ映画賞                           | 『野生の島のロズ』 | ノミネート | [ 89 ]          |
| 第30回クリティクス・チョイス・アワード                   | 2025年2月7日   | アニメ映画賞                           | 『野生の島のロズ』 | 受賞       | [ 90 ]          |
| 第30回クリティクス・チョイス・アワード                   | 2025年2月7日   | 歌曲賞                                 | 「Kiss the Sky」 マレン・モリス | ノミネート | [ 90 ]          |
| 第30回クリティクス・チョイス・アワード                   | 2025年2月7日   | 作曲賞                                 | クリス・バワーズ | ノミネート | [ 90 ]          |
| 第36回全米製作者組合賞                                   | 2025年2月8日   | アニメ映画賞                           | 『野生の島のロズ』 | 受賞       | [ 91 ]          |
| 第52回アニー賞                                           | 2025年2月8日   | 作品賞                                 | 『野生の島のロズ』 | 受賞       | [ 92 ] [ 93 ]   |
| 第52回アニー賞                                           | 2025年2月8日   | 視覚効果賞                             | デレク・チャン マイケル・ロシュア デヴィッド・チョウ ニョン・キム スティーヴ・アヴォジャゲリ | 受賞       | [ 92 ] [ 93 ]   |
| 第52回アニー賞                                           | 2025年2月8日   | キャラクター・アニメーション賞         | ファビオ・リニーニ | 受賞       | [ 92 ] [ 93 ]   |
| 第52回アニー賞                                           | 2025年2月8日   | キャラクター・デザイン賞               | ジュネヴィーヴ・ツァイ | 受賞       | [ 92 ] [ 93 ]   |
| 第52回アニー賞                                           | 2025年2月8日   | 監督賞                                 | クリス・サンダース | 受賞       | [ 92 ] [ 93 ]   |
| 第52回アニー賞                                           | 2025年2月8日   | 編集賞                                 | メアリー・ブリー コリン・エルカー オーランド・ドゥエナス ルーシー・リヨン ブライアン・パーカー | 受賞       | [ 92 ] [ 93 ]   |
| 第52回アニー賞                                           | 2025年2月8日   | 音楽賞                                 | クリス・バワーズ | 受賞       | [ 92 ] [ 93 ]   |
| 第52回アニー賞                                           | 2025年2月8日   | 美術賞                                 | レイモンド・ジバッハ リッチー・サシリオック | 受賞       | [ 92 ] [ 93 ]   |
| 第52回アニー賞                                           | 2025年2月8日   | 声優賞                                 | ルピタ・ニョンゴ | 受賞       | [ 92 ] [ 93 ]   |
| 第52回アニー賞                                           | 2025年2月8日   | 声優賞                                 | キット・コナー | ノミネート | [ 92 ] [ 93 ]   |
| 第23回視覚効果協会賞                                     | 2025年2月11日  | アニメ映画部門視覚効果賞               | クリス・サンダース ジェフ・ハーマン ジェフ・バズバーグ ヤコブ・ヒオルト・イェンセン | 受賞       | [ 94 ]          |
| 第23回視覚効果協会賞                                     | 2025年2月11日  | アニメ映画部門アニメキャラクター賞     | ロズ： ファビオ・リニーニ 稲垣幸則 オーウェン・デマーズ ヒョン・ハー | 受賞       | [ 94 ]          |
| 第23回視覚効果協会賞                                     | 2025年2月11日  | アニメ映画部門環境製作賞               | 無人島の森： ジョン・ウェイク パク・ヘジョン チェ・ウジン シェーン・グレーディング | 受賞       | [ 94 ]          |
| 第23回視覚効果協会賞                                     | 2025年2月11日  | アニメ映画部門効果シミュレーション賞   | デレク・チャン マイケル・ロシュア デヴィッド・チョウ ニョン・キム | 受賞       | [ 94 ]          |
| 第23回視覚効果協会賞                                     | 2025年2月11日  | 長編映画部門合成&照明賞                | ソンドラ・L・バーランダー バプティスト・ヴァン・オプスタール エシュテル・オフェルタラール オースティン・カザレ                                                                                               | ノミネート | [ 94 ]          |
| 第40回アルティオス賞                                     | 2025年2月12日  | アニメ映画部門キャスティング賞         | クリスティ・ソーパー・ヒルト | 受賞       | [ 95 ]          |
| 第6回作曲・作詞家協会賞                                  | 2025年2月12日  | スタジオ映画部門作曲賞                 | クリス・バワーズ | 受賞       | [ 96 ] [ 97 ]   |
| 第29回美術監督組合賞                                     | 2025年2月15日  | アニメ映画部門美術賞                   | レイモンド・ジバッハ | 受賞       | [ 98 ]          |
| 第78回英国アカデミー賞                                   | 2025年2月16日  | アニメ映画賞                           | 『野生の島のロズ』 | ノミネート | [ 99 ]          |
| 第78回英国アカデミー賞                                   | 2025年2月16日  | 児童&ファミリー映画賞                  | 『野生の島のロズ』 | ノミネート | [ 99 ]          |
| 第78回英国アカデミー賞                                   | 2025年2月16日  | 作曲賞                                 | クリス・バワーズ | ノミネート | [ 99 ]          |
| 第25回ブラック・リール賞                                 | 2025年2月17日  | 声優賞                                 | ルピタ・ニョンゴ | 受賞       | [ 100 ] [ 101 ] |
| 第25回ブラック・リール賞                                 | 2025年2月17日  | 作曲賞                                 | クリス・バワーズ | 受賞       | [ 100 ] [ 101 ] |
| 第25回ブラック・リール賞                                 | 2025年2月17日  | サウンドトラック賞                     | 『野生の島のロズ』 | ノミネート | [ 100 ] [ 101 ] |
| 第61回映画音響協会賞                                     | 2025年2月22日  | アニメ映画部門音響賞                   | ケン・ゴンボス レフ・レファーズ ゲイリー・リッツオ アラン・マイヤーソン リチャード・ドゥアルテ | 受賞       | [ 102 ]         |
| 第56回NAACPイメージ・アワード                            | 2025年2月22日  | アニメ映画賞                           | 『野生の島のロズ』 | 受賞       | [ 103 ]         |
| 第56回NAACPイメージ・アワード                            | 2025年2月22日  | 声優賞                                 | ルピタ・ニョンゴ | ノミネート | [ 103 ]         |
| USCスクリプター賞                                        | 2025年2月22日  | 脚色賞                                 | クリス・サンダース ピーター・ブラウン | ノミネート | [ 104 ]         |
| 第72回ゴールデン・リール賞                               | 2025年2月23日  | アニメ映画音響編集賞                   | ブライアン・チャムニー レフ・レファーズ ランディ・トム デヴィッド・ファーマー デヴィッド・ヒューズ ジェイミー・スコット リッチ・クイン マルコム・ファイフ ディー・セルビー ロニー・ブラウン ジャナ・ヴァンス | 受賞       | [ 105 ]         |
| 国際映画音楽批評家協会賞                                 | 2025年2月27日  | アニメ映画作曲賞                       | クリス・バワーズ | 受賞       | [ 106 ]         |
| 第97回アカデミー賞                                       | 2025年3月2日   | 長編アニメ映画賞                       | クリス・サンダース ジェフ・ハーマン | ノミネート | [ 107 ]         |
| 第97回アカデミー賞                                       | 2025年3月2日   | 作曲賞                                 | クリス・バワーズ | ノミネート | [ 107 ]         |
| 第97回アカデミー賞                                       | 2025年3月2日   | 音響賞                                 | ランディ・トム ブライアン・チャムニー ゲイリー・リッツオ レフ・レファーズ | ノミネート | [ 107 ]         |
| 第32回ムービーガイド賞                                   | 2025年3月6日   | ファミリー映画賞                       | 『野生の島のロズ』 | ノミネート | [ 108 ]         |
| 第32回ムービーガイド賞                                   | 2025年3月6日   | グレース賞                             | ルピタ・ニョンゴ | ノミネート | [ 108 ]         |
| 第75回エディー賞                                         | 2025年3月14日  | 長編アニメ映画部門編集賞               | メアリー・ブリー | 受賞       | [ 109 ]         |
| 第5回クリティクス・チョイス・スーパー・アワード          | 2025年8月7日   | SF/ファンタジー映画賞                  | 『野生の島のロズ』 | ノミネート | [ 110 ]         |
| 第5回クリティクス・チョイス・スーパー・アワード          | 2025年8月7日   | SF/ファンタジー映画女優賞              | ルピタ・ニョンゴ | ノミネート | [ 110 ]         |

## 環境テーマ
『野生の島のロズ』は、物語全体を通じて環境問題をテーマにしており、未来のサンフランシスコを描いた場面では、部分的に水没したゴールデンゲートブリッジが気候変動への言及として登場する。本作は、ドリームワークス・アニメーションがユニバーサルの「GreenerLight Program」と自然資源防衛協議会（NRDC）の「Rewrite the Future」イニシアチブと連携して制作され、環境の専門家が生態学的要素の監修を行った。また、ルピタ・ニョンゴが出演する環境保護をテーマにした公共広告（PSA）も制作された。
映画の環境テーマは、2024年のClimate Week NYCで注目を集め、第1回気候映画祭（Climate Film Festival）の特別上映作品として披露された。

## 続編
2024年9月7日、続編の可能性について質問された際、クリス・サンダースは「ぜひやりたいです。これはスタジオ全員にとって情熱を込めた作品であり、そうですね、ここにしばらく留まりたいと思っています」と答えた。その後、2024年10月12日に続編が開発中であることが正式に確認された。